# Като-Титорея
Ка́то-Титоре́я (греч. Κάτω Τιθορέα) — малый город в Греции. Расположен на высоте 160 м над уровнем моря, в долине между горой Льякура (в древности Ликорея), самой высокой вершины Парнаса (2457 м) и горой Калидромон, на правом берегу реки Кифисос, в 5 км к северо-востоку от деревни Титорея. Административный центр общины Амфиклия-Элатия в периферийной единице Фтиотида в периферии Центральная Греция. Площадь 23,85 квадратного километра. Население 1841 человек по переписи 2011 года.

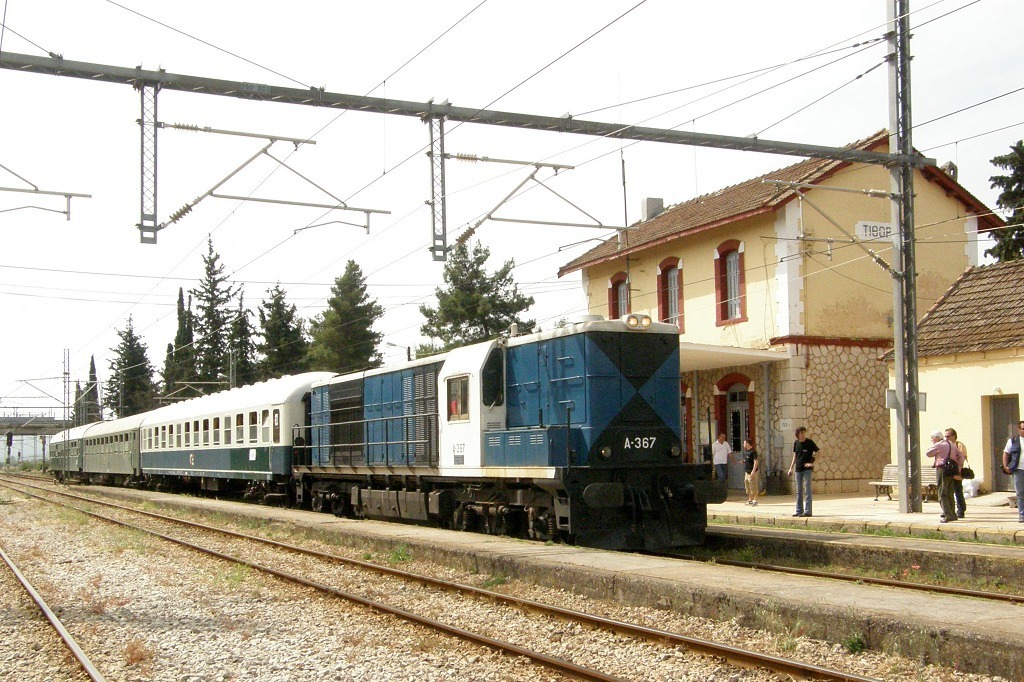
Железнодорожная станция «Титорея» в Като-Титорея

Через Като-Титорея проходит национальная дорога 3 Афины — Левадия — Ламия. В Като-Титорея находится станция «Титорея» железной дороги Пирей — Салоники.

## История
До 1889 года (ΦΕΚ 82Α) назывался Каливия-Велицис (Καλύβια Βελίτσης, Велица — прежнее название деревни Титорея), затем был переименован в Кифисохори (Κηφισοχώρι, по реке Кифисос). В 1955 году (ΦΕΚ 157Α) переименован в Като-Титорея («Нижняя Титорея» по названию древнего города Тифорея на месте деревни Титорея).

## Население
| Год  | Население, человек |
| ---- | ------------------ |
| 1991 | 2734               |
| 2001 | 2690               |
| 2011 | ↘ 1841             |